# 扬·热莱兹尼

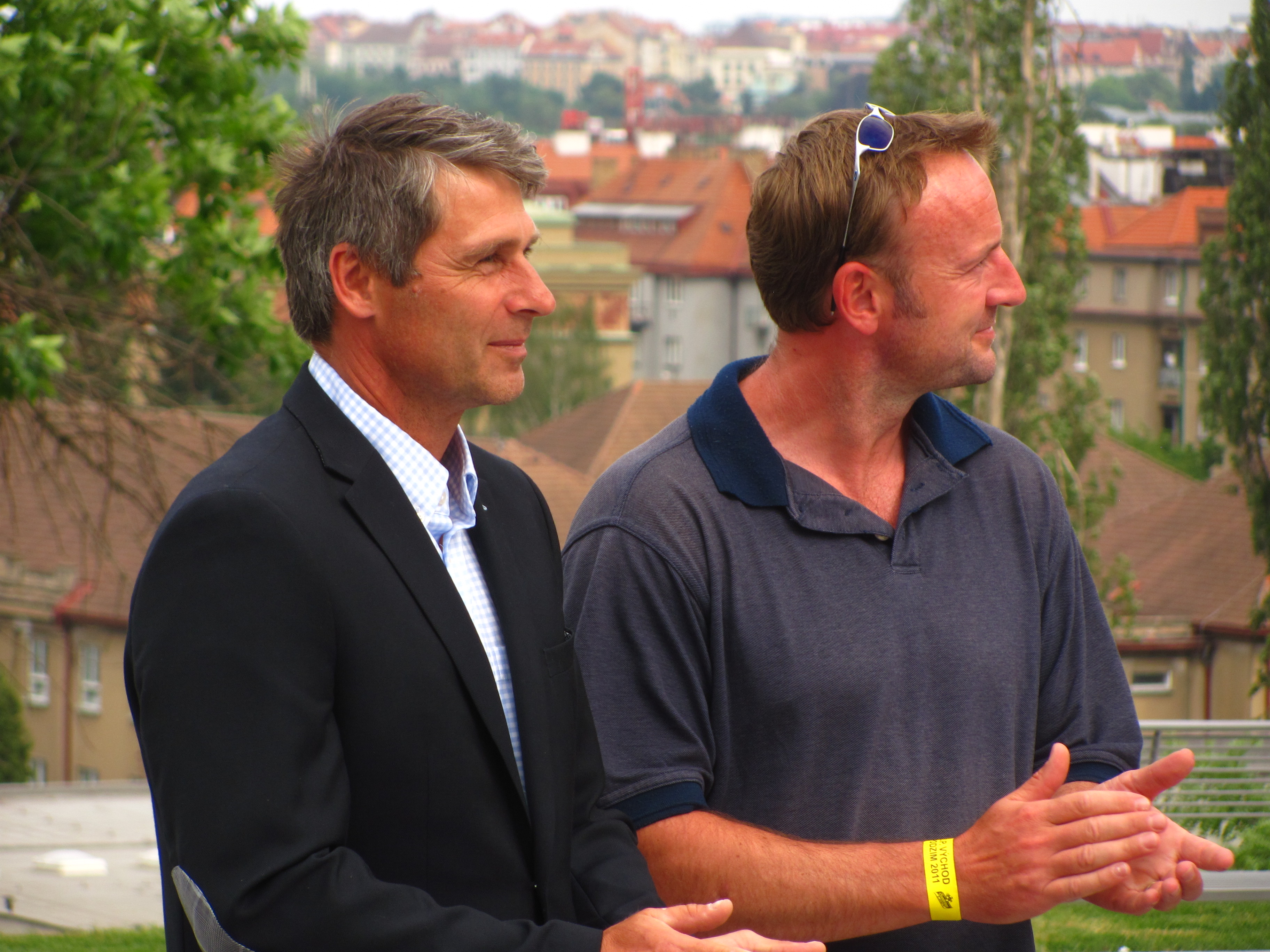
2012年

扬·热莱兹尼（捷克語：Jan Železný，1966年6月16日—），捷克男子標槍運動員，也是奧運冠軍、世界紀錄保持人，被廣泛認為是有史以來最偉大的標槍運動員。

## 生平
扬·热莱兹尼出生於捷克斯洛伐克姆拉達-博萊斯拉夫。他在1992年、1996年和2000年夏季奧運獲得男子標槍金牌，1988年夏季奧運獲得男子標槍銀牌，也是三屆世界錦標賽男子標槍金牌（1993年、1995年和2001年）。

## 记录
扬·热莱兹尼擁有男子標槍98.48米（1996年）世界紀錄與92.80米世界錦標賽紀錄（2001年）。扬·热莱兹尼生涯共創下53次超過90米的紀錄。

## 外部連結
- 扬·热莱兹尼在国际奥林匹克委员会的资料
- 扬·热莱兹尼在的頁面